# Prohibited User Operation
Prohibited User Operation（プロヒビテッド ユーザー オペレーション、略号: PUO）は、VideoDVDにおけるデジタル著作権管理技術である。
主にタイトル画面などで、ユーザーによる操作を禁止することができる。